# I Am the Night
I Am the Night — третій студійний альбом американського хеві-метал гурту Pantera, був випущений у 1985 році на Metal Magic Records.

## Про альбом
Альбом був офіційно випущений лише на платівках і касетах, інші його випуски вважаються бутлеґами. Це останній альбом колективу з вокалістом Террі Глейзом, надалі його замінить Філ Ансельмо. На пісню «Hot and Heavy» був знятий відеокліп. В США було продано 25 тисяч копій альбому

## Треклист
Усі примітки взяті з оригінальної платівки.
Автор музики і слів Pantera. 
| Перша сторона | Перша сторона                            | Перша сторона |
| #             | Назва                                    | Тривалість    |
| ------------- | ---------------------------------------- | ------------- |
| 1.            | «Hot and Heavy»                          | 4:06          |
| 2.            | «I Am the Night»                         | 4:27          |
| 3.            | «Onward We Rock!»                        | 3:56          |
| 4.            | «D*G*T*T*M» (Darrell Goes to the Movies) | 1:43          |
| 5.            | «Daughters of the Queen»                 | 4:16          |

| Друга сторона | Друга сторона       | Друга сторона |
| #             | Назва               | Тривалість    |
| ------------- | ------------------- | ------------- |
| 6.            | «Down Below»        | 2:49          |
| 7.            | «Come-On Eyes»      | 4:13          |
| 8.            | «Right on the Edge» | 4:06          |
| 9.            | «Valhalla»          | 4:05          |
| 10.           | «Forever Tonight»   | 4:10          |
| 37:51         |                     |               |

## Учасники запису
Pantera
- Терренс Лі  – вокал
- Даймонд Даррелл  — гітара
- Рекс Рокер  — бас-гітара
- Вінні Пол  – ударні

Інші
- Джеррі Ебботт  – продюсер, звкоінженер, зведення
- Том Койн  – мастеринг
- Записано та зведено в Pantego Sound, Пантего, Техас